# Armenian Volunteer Corps

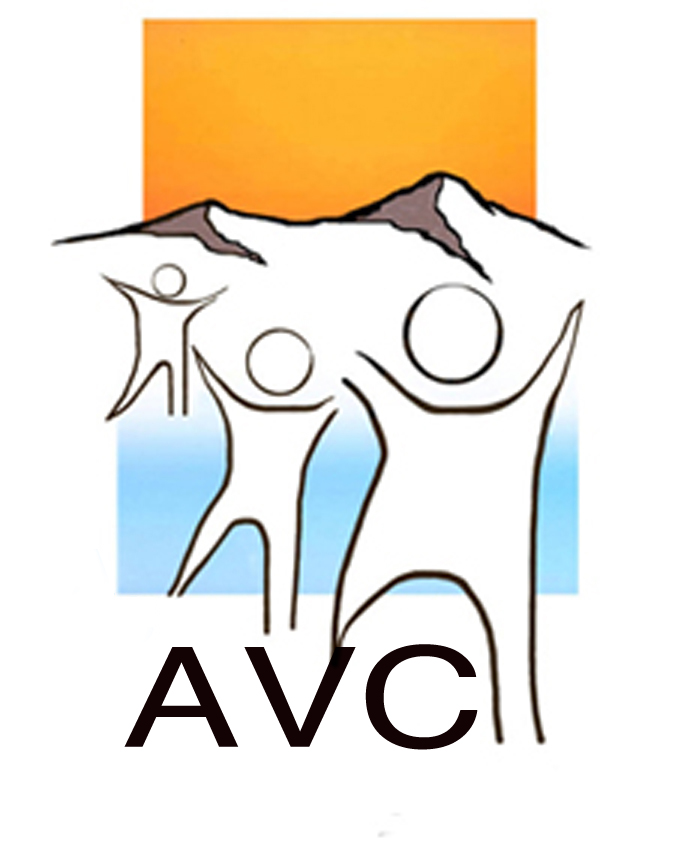
O logotipo oficial do AVC.

Armenian Volunteer Corps (AVC) é uma entidade armênia baseada no acolhimento de voluntários. AVC oferece oportunidades às pessoas para virem à Armênia para participar em curto ou longo prazo no desenvolvimento econômico e social do país.

## Sobre a Organização
AVC reúne intercâmbio de voluntários com profissionais e oportunidades de serviços voluntários em diversas áreas, como: hospitais, instituições de políticas públicas, escolas, organizações culturais, centros de tecnologia, jornais, acampamentos de verão, organizações de desenvolvimento de comunidades, ministérios de governo e orfanatos.
AVC providencia oportunidades como um treinamento transcultural, apoio ao voluntariado e serviços de projetos para a comunidade.

## História
O Corpo de Armênios Voluntários foi fundado em 2000 pelo Padre Hovnan Demerjian (anteriormente Jason Demerjian) (ex voluntário do U.S. Peace Corps na Armênia ), Tamar Hajian, e Dr. Tom Samuelian.

## Elegibilidade
AVC aceita inscrições de pessoas a partir de 21 anos de idade. Não há requisitos lingüísticos.

## Outros programas de voluntários específicos de outros países
- Indicorps